# LNFA Serie A 2016
La LNFA Serie A 2016 è stata la 22ª edizione del campionato di football americano di primo livello, organizzato dalla FEFA.

## Squadre partecipanti
| Club              | Città              | Stadio | Sponsor ufficiale | Risultato nella stagione 2015 |
| ----------------- | ------------------ | ------ | ----------------- | ----------------------------- |
| Badalona Dracs    | Badalona           |        |                   |                               |
| Barberá Rookies   | Barberà del Vallès |        |                   |                               |
| Murcia Cobras     | Murcia             |        |                   |                               |
| Reus Imperials    | Reus               |        |                   |                               |
| Valencia Firebats | Valencia           |        |                   |                               |

## Stagione regolare

### Calendario

#### 1ª giornata
| 23 gennaio 2016, ore 17:00 | Reus Imperials | 18 – 62 referto | Badalona Dracs |  |

| 24 gennaio 2016, ore 12:00 | Valencia Giants | 0 – 16 referto | Valencia Firebats |  |

#### 2ª giornata
| 6 febbraio 2016, ore 17:00 | Valencia Firebats | 32 – 26 referto | Barberá Rookies |  |

| 7 febbraio 2016, ore 11:30 | Badalona Dracs | 53 – 0 referto | Valencia Giants |  |

#### 3ª giornata
| 20 febbraio 2016, ore 17:00 | Valencia Firebats | 13 – 38 referto | Badalona Dracs |  |

| 21 febbraio 2016, ore 10:30 | Barberá Rookies | 29 – 26 referto | Reus Imperials |  |

#### 4ª giornata
| 6 marzo 2016, ore 11:00 | Reus Imperials | 26 – 27 referto | Valencia Firebats |  |

| 6 marzo 2016, ore 12:00 | Valencia Giants | 6 – 34 referto | Barberá Rookies |  |

#### 5ª giornata
| 13 marzo 2016 | Barberá Rookies | 8 – 56 referto | Badalona Dracs |  |

#### 6ª giornata
| 20 marzo 2016, ore 11:00 | Reus Imperials | 27 – 24 referto | Valencia Giants |  |

#### 7ª giornata
| 2 aprile 2016, ore 17:00 | Valencia Firebats | 40 – 12 referto | Valencia Giants |  |

| 3 aprile 2016, ore 11:30 | Badalona Dracs | 67 – 6 referto | Reus Imperials |  |

#### 8ª giornata
| 10 aprile 2016, ore 10:30 | Barberá Rookies | 8 – 26 referto | Valencia Firebats |  |

| 10 aprile 2016, ore 12:00 | Valencia Giants | 0 – 48 referto | Badalona Dracs |  |

#### 9ª giornata
| 24 aprile 2016, ore 11:00 | Reus Imperials | 21 – 22 referto | Barberá Rookies |  |

| 24 aprile 2016, ore 11:30 | Badalona Dracs | 51 – 27 referto | Valencia Firebats |  |

#### 10ª giornata
| 7 maggio 2016, ore 18:30 | Valencia Firebats | 62 – 0 referto | Reus Imperials |  |

| 8 maggio 2016, ore 10:30 | Barberá Rookies | 18 – 24 referto | Valencia Giants |  |

#### 11ª giornata
| 22 maggio 2016, ore 11:30 | Badalona Dracs | 47 – 0 referto | Barberá Rookies |  |

| Catarroja 22 maggio 2016, ore 12:00 | Valencia Giants | 20 – 21 referto | Reus Imperials | Polideportivo Municipal |

### Classifica
La classifica della regular season è la seguente:
- PCT = percentuale di vittorie, G = partite giocate, V = partite vinte,  P = partite perse, PF = punti fatti, PS = punti subiti

| Pos. | Squadra           | PCT   | G | V | N | P | PF  | PS  |
| ---- | ----------------- | ----- | - | - | - | - | --- | --- |
| 1    | Badalona Dracs    | 1.000 | 8 | 8 | 0 | 0 | 422 | 72  |
| 2    | Valencia Firebats | .750  | 8 | 6 | 0 | 2 | 243 | 161 |
| 3    | Barberá Rookies   | .375  | 8 | 3 | 0 | 5 | 145 | 238 |
| 4    | Reus Imperials    | .250  | 8 | 2 | 0 | 6 | 142 | 309 |
| 5    | Valencia Giants   | .125  | 8 | 1 | 0 | 7 | 82  | 254 |

## Playoff e Playout

### Tabellone
|  | Semifinali | Semifinali        | Semifinali |                   |    | XXII Final de la LNFA | XXII Final de la LNFA | XXII Final de la LNFA |  |
|  |            |                   |            |                   |    |                       |                       |                       |  |
|  | 1          | Badalona Dracs    | 49         |                   |    |                       |                       |                       |  |
|  | 1          | Badalona Dracs    | 49         |                   |    |                       |                       |                       |  |
|  | 4          | Reus Imperials    | 3          |                   |    |                       |                       |                       |  |
|  | 4          | Reus Imperials    | 3          |                   | 1  | Badalona Dracs        | 41                    |                       |  |
|  |            |                   |            |                   | 1  | Badalona Dracs        | 41                    |                       |  |
|  |            |                   | 2          | Valencia Firebats | 14 |                       |                       |                       |  |
|  | 3          | Barberá Rookies   | 2          | Valencia Firebats | 14 | 6                     |                       |                       |  |
|  | 3          | Barberá Rookies   |            |                   |    |                       |                       |                       |  |
|  | 2          | Valencia Firebats | 17         |                   |    |                       |                       |                       |  |

### Semifinali
| 4 giugno 2016, ore 17:00 | Valencia Firebats | 17 – 6 referto | Barberá Rookies |  |

| 5 giugno 2016, ore 11:30 | Badalona Dracs | 49 – 3 referto | Reus Imperials |  |

### Playout
| 12 giugno 2016 | Valencia Giants | 26 – 7 | L'Hospitalet Pioners |  |

### XXII Final de la LNFA
| Calatayud 18 giugno 2016, ore 21:00 | Badalona Dracs | 41 – 14 referto | Valencia Firebats |  |

## Verdetti
- Badalona Dracs Campioni della Spagna 2016
- Valencia Giants non retrocessi in Serie B
- L'Hospitalet Pioners non promossi dalla Serie B